# شولامیث فایراستون
شولامیتث فایِراِستون(۷ ژانویه ۱۹۴۵ – ۲۸ اوت ۲۰۱۲) در سال ۱۹۴۵در اتووای کانادا به دنیا آمد و در مؤسسه هنر شیکاگو تحصیل کرد در همان‌جا بود که مدرک کارشناسی ارشد هنرهای زیبا را در یافت کرد. فایر استون یکی از بنیانگذاران جنبش آزادی زنان در دهه ۱۹۶۰ بود؛ او یکی از اعضای زنان طرفدار اصلاحات نیویورک و نیز عضو گروهی بنام وداستایتینگ بود و برای مجله اصلاح طلب طرفدار آزادی زنان مقاله می‌نوشت.
وی در ۱۹۷۰ کتابی با نام مناظره جنسیت به چاپ رساند که بیانیه‌ای در مورد انقلاب فمینیستی بود که انتقادهایی به مارکس دارد و می‌گوید مارکس علی‌رغم انگشت گذاشتن بر مسئله بازتولید، هنگام حرف زدن از هزینهٔ آن نمی‌گوید و باید مناسبات باز تولید را همچون مناسبات تولید نیروی محرکه جامعه دانست. کتاب او یکی از تاًثر گذارترین آثار در کنار آثاری نظیر: راز و رمز زنانه بتی فریدان، سیاستهاس جنسیتی کیت میلت و … محسوب می‌شود.
برای توجیه علت فرودستی زنان نسبت به مردان به توجیه زیست شناختی نیاز داریم نه اقتصادی— شولامیتث فایراستون